# Owari no Seraph
Owari no Seraph (japonsky 終わりのセラフ, Owari no Serafu, známo též pod oficiálním anglickým názvem Seraph of the End) je japonská šónen manga, kterou píše Takaja Kagami, kreslí Jamato Jamamoto a o scénář se jako vedlejší člen tvůrčího týmu stará Daisuke Furuja. Manga vychází od 3. září 2012 v časopisu Jump Square nakladatelství Šúeiša. Od ledna 2013 pak tvůrčí dvojice začala pod hlavičkou nakladatelství Kódanša vydávat sérii light novel s názvem Owari no Seraph: Ičinose Guren, 16-sai no Catastrophe, která popisuje události odehrávající se devět let před začátkem dění v manze.

V srpnu 2014 Wit Studio oznámilo přípravu adaptace mangy v podobě stejnojmenného animovaného seriálu. První řada tohoto seriálu se premiérově odvysílala na japonských televizních obrazovkách od 4. dubna do 20. června 2015, druhá řada s názvem Owari no Seraph: Nagoja kessen-hen se pak vysílala od 10. října do 26. prosince téhož roku.

## Zápletka
V roce 2012 se na Zemi objeví neznámý smrtící virus, jenž vyhubí téměř celou lidskou populaci s výjimkou dětí, které ještě nedosáhly věku třinácti let. Spolu s virem se na povrchu Země objeví také upíři, jež si uzurpují vládu nad světem, zbytky lidské populace zotročí a zavlečou do podzemí pro potřeby poskytování krve. Dvanáctiletý sirotek Júičiró se jednoho dne rozhodne spolu se stejně starým sirotkem Mikaelou ostatními dětmi z Hjakujova sirotčince upírům utéct, ovšem jejich plán je odhalen a jediným, komu se podaří na povrch utéct, je díky Mikaelově oběti Júičiró. Na povrchu vstupuje do lidského odboje a přísahá pomstu všem upírům za vyvraždění jeho náhradní rodiny ze sirotčince.

### Postavy
- Júičiró Hjakuja (japonsky 百夜優一郎, Hjakuja Júičiró)

dabing: Miju Irino, Jú Šimamura (jako osmiletý), Romi Paku (vomic)
- Mikaela Hjakuja (japonsky 百夜ミカエラ, Hjakuja Mikaera)

dabing: Kenšó Ono, Haruka Čisuga (jako osmiletý), Daisuke Kišio (vomic)
- Šinoa Hiiragi (japonsky 柊シノア, Hiiragi Šinoa)

dabing: Saori Hajami, Aki Tojosaki (vomic)
- Joiči Saotome (japonsky 早乙女与一, Saotome Joiči)

dabing: Nobuhiko Okamoto, Mijuki Kobori (mladší verze), Čikahiro Kobajaši (vomic)
- Šihó Kimizuki (japonsky 君月士方, Kimizuki Šihó)

dabing: Kaito Išikawa
- Micuba Sangú (japonsky 三宮三葉, Sangú Micuba)

dabing: Juka Iguči
- Guren Ičinose (japonsky 一瀬グレン, Ičinose Guren)

dabing: Júiči Nakamura, Kendži Hamada (vomic)
- Ferid Bathory (japonsky フェリド・バートリー, Feriddo Bátorí)

dabing: Takahiro Sakurai, Tarusuke Šingaki (vomic)

## Zpracování

### Manga
Mangu Owari no Seraph Takaji Kagamiho a Jamata Jamamota začalo vydávat nakladatelství Šúeiša po kapitolách v šónen manga měsíčníku Jump Square 3. září 2012, ve svazcích tankóbon pak 1. ledna 2013. Vedle mangy pak nakladatelství Šúeiša od 1. února do 30. srpna 2013 postupně zveřejnilo prvních osm kapitol mangy v podobě audiokomiksu.

Ve spolupráci se scenáristou Daisukem Furujou a mangakou Renem Aokitou vytvořili Kagami a Jamamoto vedlejší komediální jonkomu Serapuči! Owari no Seraph jonkoma-hen (japonsky せらぷち!〜終わりのセラフ４コマ編〜), v níž vystupují hlavní postavy z mangy ve stylu čibi. Tato manga se začala vydávat od ledna 2015 na oficiálních webových stránkách mangy Owari no Seraph a v časopise Jump SQ.19, ale po ukončení vydávání tohoto časopisu v březnu 2015 se manga přesunula do Jump Square, kde vychází spolu s hlavní mangou od dubna 2015. První tankóbon této mangy pak vydalo nakladatelství Šúeiša 4. prosince 2015.

### Light novel

#### Ičinose Guren, džúrokusai no Catastrophe
Od 4. ledna 2013 začalo nakladatelství Kódanša vydávat sérii light novel, která se zaměřuje na postavu Gurena Ičinoseho a dění devět let předcházející začátku mangy. Tato série se jmenuje Owari no Seraph: Ičinose Guren, džúrokusai no Catastrophe (japonsky 終わりのセラフ 一瀬グレン、16歳の破滅, v překladu Poslední seraf: Guren Ičinose a katastrofa v šestnácti letech), jejím autorem je opět Takaja Kagami a ilustrátorem Jamato Jamamoto. Doposud bylo vydáno sedm dílů.
| Č. | Datum vydání (Japonsko) | ISBN (Japonsko)        |
| -- | ----------------------- | ---------------------- |
| 1  | 4. ledna 2013           | ISBN 978-4-06-375279-3 |
| 2  | 2. července 2013        | ISBN 978-4-06-375311-0 |
| 3  | 31. ledna 2014          | ISBN 978-4-06-375354-7 |
| 4  | 2. července 2014        | ISBN 978-4-06-375396-7 |
| 5  | 2. dubna 2015           | ISBN 978-4-06-381451-4 |
| 6  | 30. října 2015          | ISBN 978-4-06-381491-0 |
| 7  | 2. prosince 2016        | ISBN 978-4-06-381572-6 |

#### Kjúkecuki Mikaela no monogatari
Další série light novel od téhož tvůrčího dua se jmenuje Owari no Seraph: Kjúkecuki Mikaela no monogatari (japonsky 終わりのセラフ　吸血鬼ミカエラの物語, v překladu Poslední seraf: Příběh upíra Mikaely). Nakladatelství Šúeiša ji začalo vydávat 4. prosince 2015. V této sérii se děj zaměřuje na postavu Mikaely Hjakuji a okolnosti původu upírů. Doposud byly vydány dva díly.
| Č. | Datum vydání (Japonsko) | ISBN (Japonsko)        |
| -- | ----------------------- | ---------------------- |
| 1  | 4. prosince 2015        | ISBN 978-4-08-703358-8 |
| 2  | 2. května 2016          | ISBN 978-4-08-703395-3 |